# Gary Titley

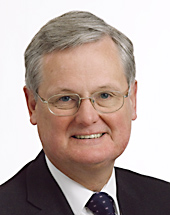
Gary Titley, 2006

Gary Titley (* 19. Januar 1950 in Salford, Lancashire) ist ein britischer Politiker der Labour Party.

## Leben
Titley studierte Geschichte und Moderne Sprachen und war nach seinem Studium als Lehrer in England tätig.
Von 1989 bis 2009 war er als Abgeordneter im Europäischen Parlament tätig. Titley ist verheiratet.

## Preise und Auszeichnungen (Auswahl)
- Finnischer Orden der Weißen Rose
- Orden des litauischen Großfürsten Gediminas